# François-Xavier Dupré
Pour les articles homonymes, voir Dupré.
François-Xavier Dupré, né le 25 juillet 1803 à Paris et mort le 28 février 1871 dans le 6e arrondissement de Paris, est un artiste peintre français.

## Biographie
François-Xavier Dupré est admis le 3 septembre 1819 à l'École des Beaux-Arts de Paris dans les ateliers de Guillaume Guillon Lethière (1760-1832) et de Pierre-Narcisse Guérin (1774-1833).
Il concourt sans succès pour le prix de Rome de 1825 sur le thème d’Antigone donnant la sépulture à Polynice. En 1826, il obtient le second prix avec Pythias et Damon chez Denys le tyran. En 1827, il obtient le premier grand prix pour Coriollan chez Tullus roi des Volsques. Il séjourne alors à Rome à la villa Médicis de 1828 à 1832.
Alors qu'il était à Rome, il habitait au no 9 rue Childebert à Paris.

## Œuvres dans les collections publiques
- Compiègne, château de Compiègne :

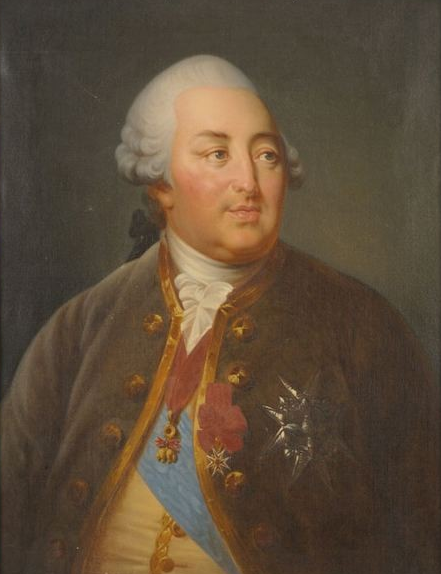
Louis-Philippe d'Orléans (1725-1785), musée d'Art et d'Histoire de Dreux.

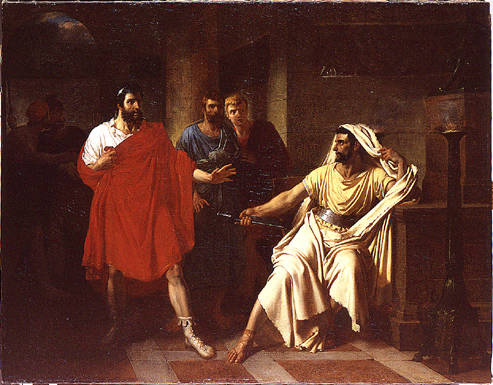
Coriolan chez Tullus roi des Volsques, 1827, Beaux-Arts de Paris.

  - Louis-Philippe Ier, roi des Français d'après Franz Xaver Winterhalter, huile sur toile.
- Dreux, musée d'Art et d'Histoire :
  -  Portrait de Louis-Philippe, duc d'Orléans, dit Louis-le-Gros  (1725-1785) (grand-père de Louis-Philippe), huile sur toile, 73 × 68 cm, dépôt du musée du château de Versailles, 1952 (inv. D952.006.001)[5].
- Limoges, musée national Adrien-Dubouché :
  - Corbeille de fleurs, peinture sur porcelaine.
- Nantes, musée d'Arts :
  - Descente de Croix.
- Paris, École nationale supérieure des Beaux-Arts[6] :
  - Antigone donnant la sépulture à Polynice, 1825, dessin ;
  - L'Épée de Damoclès, 1826, huile sur toile ;
  - Camille et les chefs gaulois, 1827, huile sur toile ;
  - Coriolan chez Tullus roi des Volsques, 1827, huile sur toile ;
  - Coriolan chez Tullus roi des Volsques, 1827, dessin.
- Troyes, musée Saint-Loup :
  - Mathieu Molé résistant aux factieux, lors de la journée des barricades, pendant la Fronde, le 27 août 1648.
- Versailles, château de Versailles : 
  - François Ier roi de France, d'après Titien ;
  - Jean de la Valette (1494-1568), grand maître de l'ordre de Malte, huile sur toile.

## Salons
- 1824 : Le Berger Faustule apportant à sa femme Romulus et Rémus[4].